# Дацин (нефтяное месторождение)
Нефтегазовое месторождение Даци́н (кит. упр. 大庆油田, пиньинь Dàqìng yóutián) — супергигантское нефтяное месторождение, крупнейшее в Китае. Располагается в провинции Хэйлунцзян между реками Сунгари и Нуньцзян. Открыто в 1959 году. Залежи на глубине 1-4 км. Геологические запасы нефти составляет 5,7 млрд тонн, а природного газа — 1 трлн м³.
Нефтеносность связана с отложениями мелового и юрского возрастов.
В настоящее время разработку месторождения ведёт Daqing Oilfield Company Limited, принадлежащее китайской нефтяной компании CNPC.
Добыча нефти за 2016 год составила 45 млн тонн.